# Металіст (Івано-Франківськ)
Футбольний клуб «Металіст» — аматорський український футбольний клуб з Івано-Франківська, неодноразовий учасник першостей Івано-Франківської області у вищому дивізіоні.

## Хронологія назв
- 1981—1999: «Металіст» (Івано-Франківськ)

## Історія
На початку 1980-х років керівництво «Івано-Франківського арматурного заводу» ухвалило рішення створити на підприємстві футбольну команду «Металіст» з метою її подальшої участі в змаганнях регіонального рівня. Домашні матчі футболісти клубу проводили на однойменному стадіоні в приміських Опришівцях, який свого часу передали у підпорядкування підприємства з балансу тутешньої сільської школи.
У 1981 році  «Металіст» дебютував у групі «Б» чемпіонату Івано-Франківської області, відразу опинившись в когорті лідерів. Однак оформити перепустку в елітну лігу обласної першості івано-франківським арматурникам вдалося тільки з наступної спроби через рік.
У період з 1983 по 1994 роки клуб був серед незмінних учасників змагань у найвищому дивізіоні чемпіонату Івано-Франківщини. Найкращим досягненням «Металіста» на цьому рівні стало здобуте 3-є місце в першості 1985 року. Чималою мірою цей турнірний злет колективу, як і сам факт багаторічного перебування заводських спортсменів серед когорти кращих аматорських команд області, був результатом плідної роботи його наставника, колись знаного на теренах краю футбольного майстра Богдана Копитчака.
У свою чергу в 1991 році бронзовий успіх своїх старших одноклубників кількарічної давності повторили в обласних змаганнях і футболісти юнацького складу «Металіста» під орудою Степана Рибака.
Подальший період клубної історії «Металіста» характерний поступовим погіршенням результатів його виступів у обласних першостях. Для прикладу, в першому чемпіонаті вже незалежної України (1992 р.) іванофранківці фінішували аж на 16-у підсумковому місці (всього у 1-й лізі тоді змагалося 18 учасників). Передовсім такий стан справ став віддзеркаленням складного господарсько-економічного стану, в якому перебував у 1990-х «Івано-Франківський арматурний завод». Керівництво підприємства фактично самоусунулося від належної фінансової підтримки заводської команди. Відтак восени 1994 року «Металіст» був змушений відмовитися від участі в змаганнях 1-ї обласної ліги, опустившись на наступні п’ять сезонів на щабель нижче у 2-у лігу. Врешті після закінчення сезону 1998/1999 років через безгрошів’я клуб остаточно припинив свою участь в обласних змаганнях Івано-Франківщини.

## Досягнення
Чемпіонат Івано-Франківської області з футболу (1 ліга)
- Бронзовий призер: 1985

## Відомі гравці
- Мороз Богдан
- Тофан Василь

## Тренери
- Копитчак Богдан